# مصطفى كامل منصور
مصطفى كامل منصور (2 أغسطس 1914 - 24 يوليو 2002) لاعب كرة قدم مصري راحل كان يجيد اللعب في خط حراسة المرمى.
لعب طوال مسيرته الرياضية في نادي الأهلي، كوينز بارك (1938-1939).
شارك مع منتخب مصر في بطولة كأس العالم 1934 في إيطاليا حيث خرج من الدور الثمن النهائي.
تولى تدريب نادي الأهلي.

## وصلات خارجية
- مصطفى كامل منصور على موقع الاتحاد الدولي (مؤرشف)  (الإنجليزية)
- مصطفى كامل منصور على موقع ناشيونال فوتبول تيمز (الإنجليزية)
- مصطفى كامل منصور على موقع Soccerway.com (الإنجليزية)
- مصطفى كامل منصور على موقع عالم كرة القدم.نت (الإنجليزية)
- مصطفى كامل منصور على موقع أوليمبيديا (الإنجليزية)
- سيرة ذاتية[وصلة مكسورة]